# Swertia papuana
Swertia papuana är en gentianaväxtart som beskrevs av Friedrich Ludwig Diels. Swertia papuana ingår i släktet Swertia och familjen gentianaväxter. Inga underarter finns listade i Catalogue of Life.